# Paul Martin (Eishockeyspieler, 1981)
Paul Joseph Martin (* 5. März 1981 in Minneapolis, Minnesota) ist ein ehemaliger US-amerikanischer Eishockeyspieler. Der Verteidiger bestritt zwischen 2003 und 2018 über 900 Spiele für die New Jersey Devils, Pittsburgh Penguins und San Jose Sharks in der National Hockey League. Mit der Nationalmannschaft der USA nahm er unter anderem am World Cup of Hockey 2004 sowie an den Olympischen Winterspielen 2014 teil.

## Karriere

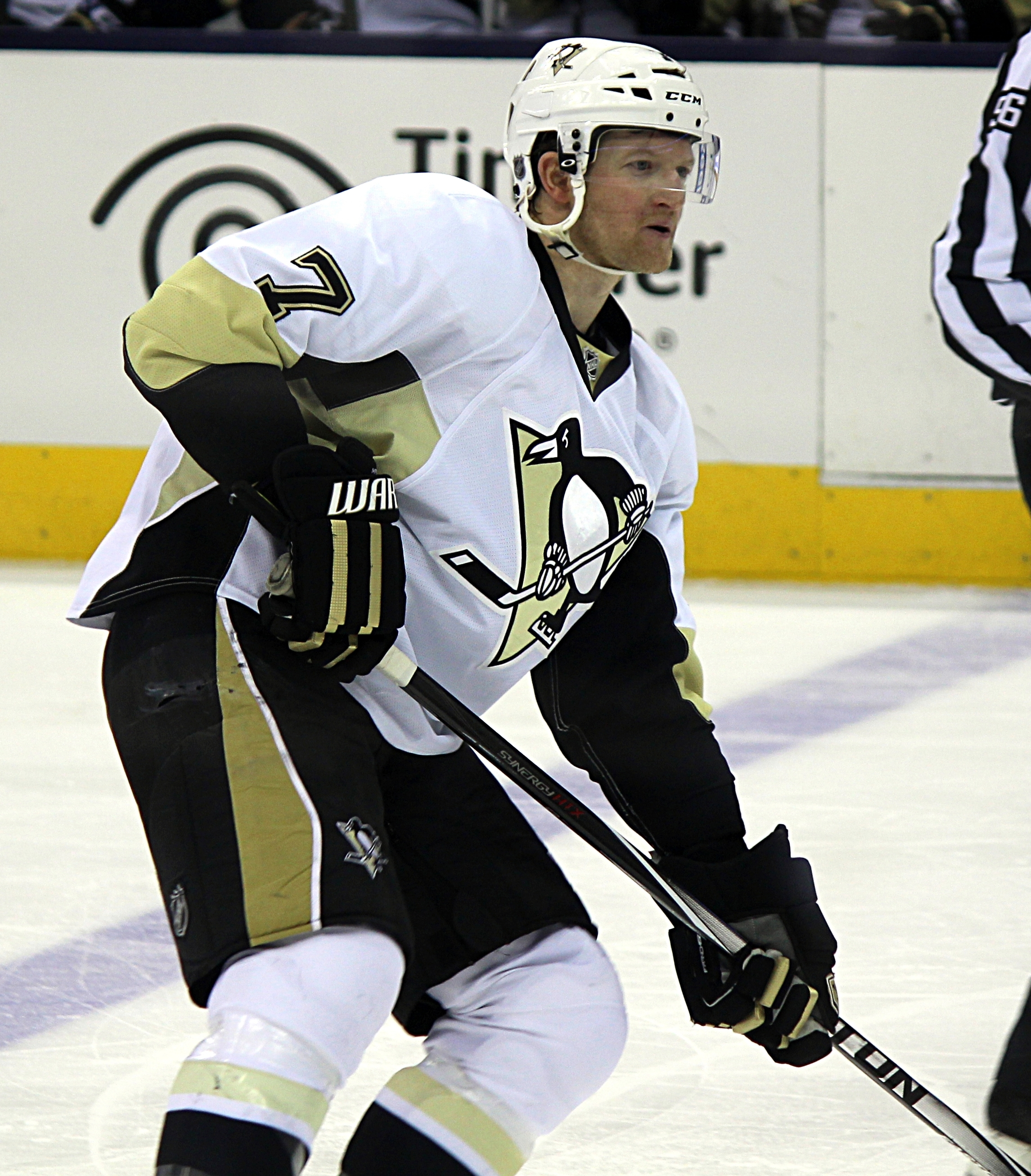
Martin im Trikot der Pittsburgh Penguins

Martin spielte zunächst von 1998 bis 2000 Eishockey bei den Elk River Elks, der High-School-Mannschaft der Elk River High School, im High-School-Ligensystem der Vereinigten Staaten. Nach Abschluss der High School gewann der Verteidiger im Kalenderjahr 2000 die jährlich vergebene Auszeichnung als Minnesota Mr. Hockey, welche den besten High-School-Spieler des US-Bundesstaates Minnesota würdigt. Anschließend verbrachte er während seiner Collegezeit drei Spielzeiten im Team der University of Minnesota in der Western Collegiate Hockey Association, einer Division im Spielbetrieb der National Collegiate Athletic Association, bevor der US-Amerikaner beim NHL Entry Draft 2000 als 62. Spieler in der zweiten Runde von den New Jersey Devils aus der National Hockey League ausgewählt wurde.
Mit seiner Universität gewann der Linksschütze in den Jahren 2001 und 2002 die Meisterschaft der NCAA-Division I und wechselte anschließend zu den New Jersey Devils, die ihn sofort in ihren NHL-Stammkader aufnahmen. Den Lockout in der NHL-Saison 2004/05 verbrachte Martin beim Schweizer Erstligisten Fribourg-Gottéron. Nachdem sein alter Vertrag in East Rutherford nach der Spielzeit 2007/08 ausgelaufen war, unterzeichnete der Kanadier einen Dreijahresvertrag im Wert von elf Millionen US-Dollar bei den Devils. Aufgrund einer Armverletzung, die er im Oktober 2009 erlitten hatte, war Martin ein Großteil der Saison 2009/10 nicht spieltauglich. Am 1. Juli 2010 unterzeichnete er einen auf fünf Jahre befristeten Vertrag bei den Pittsburgh Penguins. Dieser garantierte dem Verteidiger ein Gesamteinkommen von rund 25 Millionen US-Dollar.
Dieser Vertrag wurde nach der Saison 2014/15 nicht verlängert, sodass sich Martin als Free Agent den San Jose Sharks anschloss und dort einen Vierjahresvertrag unterschrieb. An der Seite von Offensivverteidiger Brent Burns verbrachte Martin zunächst zwei erfolgreiche Jahre bei den Kaliforniern, mit denen er in den Stanley-Cup-Playoffs 2016 das Finale um den Stanley Cup erreichte. In der Spielzeit 2017/18, die er auf der Injured Reserve List begann, musste der mittlerweile 36-Jährige im Saisonverlauf immer wieder der jüngeren Konkurrenz im Team den Vortritt lassen und absolvierte so auch einige Partien für die San Jose Barracuda in der American Hockey League. Erst in den Playoffs kam er wieder vermehrt in der NHL zu Einsätzen. Dennoch setzten ihn die Sharks im Juni 2018 – kurz vor dem Beginn seines vierten und letzten Vertragsjahres – gemäß den Regularien auf den Waiver, um ihm das letzte Jahr seines Vertrages ausbezahlen zu können. Anschließend verkündete der 37-jährige Martin im November 2018 das Ende seiner aktiven Karriere.

### International
Mit der US-amerikanischen Nationalmannschaft nahm Paul Martin an der U20-Junioren-Weltmeisterschaft 2001, am World Cup of Hockey 2004 sowie an den Weltmeisterschaften 2005 und 2008 teil. Außerdem stand er im Kader des Team USA bei den Olympischen Winterspielen 2014 im russischen Sotschi. Auch für die Olympischen Winterspiele 2010 in Vancouver war er nominiert worden, musste jedoch kurze Zeit später aufgrund eines Armbruchs von der Kaderliste gestrichen werden.
Einen Medaillengewinn konnte der Abwehrspieler bei keinem der Turniere verzeichnen. Für die A-Nationalmannschaft kam er auf insgesamt 21 Einsätze, in denen er neun Scorerpunkte verbuchte, darunter ein Tor.

## Erfolge und Auszeichnungen
| - 2000 Minnesota Mr. Hockey - 2001 WCHA All-Rookie Team - 2002 WCHA Second All-Star Team - 2002 NCAA-Division-I-Championship mit der University of Minnesota - 2003 Broadmoor-Trophy-Gewinn mit der University of Minnesota | - 2003 WCHA Second All-Star Team - 2003 NCAA-Division-I-Championship mit der University of Minnesota - 2003 NCAA Championship All-Tournament Team - 2003 NCAA West Second All-American Team - 2004 Teilnahme am NHL YoungStars Game |

## Karrierestatistik

### International
Vertrat die USA bei:
| - U20-Junioren-Weltmeisterschaft 2001 - World Cup of Hockey 2004 - Weltmeisterschaft 2005 | - Weltmeisterschaft 2008 - Olympischen Winterspielen 2014 |

(Legende zur Spielerstatistik: Sp oder GP = absolvierte Spiele; T oder G = erzielte Tore; V oder A = erzielte Assists; Pkt oder Pts = erzielte Scorerpunkte; SM oder PIM = erhaltene Strafminuten; +/− = Plus/Minus-Bilanz; PP = erzielte Überzahltore; SH = erzielte Unterzahltore; GW = erzielte Siegtore; 1 Play-downs/Relegation; Kursiv: Statistik nicht vollständig)